# Grand Prix Australii 2022
Grand Prix Australii 2022, oficjalnie Formula 1 Heineken Australian Grand Prix 2022 – trzecia runda Mistrzostw Świata Formuły 1 w sezonie 2022. Grand Prix odbyło się w dniach 8–10 kwietnia 2022 na torze Albert Park Circuit w Melbourne. Wyścig wygrał po starcie z pole position Charles Leclerc (Ferrari), a na podium kolejno stanęli Sergio Pérez (Red Bull) oraz George Russell (Mercedes).

## Lista startowa
| Nr          | Kierowca         | Zespół                                         | Samochód                          | Silnik                      | Opony |
| ----------- | ---------------- | ---------------------------------------------- | --------------------------------- | --------------------------- | ----- |
| 1           | Max Verstappen   | Oracle Red Bull Racing                         | Red Bull RB18                     | Red Bull RBPTH001 1,6 V6T   | P     |
| 3           | Daniel Ricciardo | McLaren F1 Team                                | McLaren MCL36                     | Mercedes-AMG F1 M13 1,6 V6T | P     |
| 4           | Lando Norris     | McLaren F1 Team                                | McLaren MCL36                     | Mercedes-AMG F1 M13 1,6 V6T | P     |
| 5           | Sebastian Vettel | Aston Martin Aramco Cognizant Formula One Team | Aston Martin AMR22                | Mercedes-AMG F1 M13 1,6 V6T | P     |
| 6           | Nicholas Latifi  | Williams Racing                                | Williams FW44                     | Mercedes-AMG F1 M13 1,6 V6T | P     |
| 10          | Pierre Gasly     | Scuderia AlphaTauri                            | AlphaTauri AT03                   | Red Bull RBPTH001 1,6 V6T   | P     |
| 11          | Sergio Pérez     | Oracle Red Bull Racing                         | Red Bull RB18                     | Red Bull RBPTH001 1,6 V6T   | P     |
| 14          | Fernando Alonso  | BWT Alpine F1 Team                             | Alpine A522                       | Renault E-Tech RE22 1,6 V6T | P     |
| 16          | Charles Leclerc  | Scuderia Ferrari                               | Ferrari F1-75                     | Ferrari 066/7 1,6 V6T       | P     |
| 18          | Lance Stroll     | Aston Martin Aramco Cognizant Formula One Team | Aston Martin AMR22                | Mercedes-AMG F1 M13 1,6 V6T | P     |
| 20          | Kevin Magnussen  | Haas F1 Team                                   | Haas VF-22                        | Ferrari 066/7 1,6 V6T       | P     |
| 22          | Yūki Tsunoda     | Scuderia AlphaTauri                            | AlphaTauri AT03                   | Red Bull RBPTH001 1,6 V6T   | P     |
| 23          | Alexander Albon  | Williams Racing                                | Williams FW44                     | Mercedes-AMG F1 M13 1,6 V6T | P     |
| 24          | Zhou Guanyu      | Alfa Romeo F1 Team ORLEN                       | Alfa Romeo C42                    | Ferrari 066/7 1,6 V6T       | P     |
| 31          | Esteban Ocon     | BWT Alpine F1 Team                             | Alpine A522                       | Renault E-Tech RE22 1,6 V6T | P     |
| 44          | Lewis Hamilton   | Mercedes-AMG Petronas Formula One Team         | Mercedes-AMG F1 W13 E Performance | Mercedes-AMG F1 M13 1,6 V6T | P     |
| 47          | Mick Schumacher  | Haas F1 Team                                   | Haas VF-22                        | Ferrari 066/7 1,6 V6T       | P     |
| 55          | Carlos Sainz Jr. | Scuderia Ferrari                               | Ferrari F1-75                     | Ferrari 066/7 1,6 V6T       | P     |
| 63          | George Russell   | Mercedes-AMG Petronas Formula One Team         | Mercedes-AMG F1 W13 E Performance | Mercedes-AMG F1 M13 1,6 V6T | P     |
| 77          | Valtteri Bottas  | Alfa Romeo F1 Team ORLEN                       | Alfa Romeo C42                    | Ferrari 066/7 1,6 V6T       | P     |
| Źródło: FIA |                  |                                                |                                   |                             |       |

## Wyniki

### Zwycięzcy sesji treningowych
| Sesja       | Nr | Kierowca         | Konstruktor | Czas     | Okr. |
| ----------- | -- | ---------------- | ----------- | -------- | ---- |
| 1           | 55 | Carlos Sainz Jr. | Ferrari     | 1:19,806 | 24   |
| 2           | 16 | Charles Leclerc  | Ferrari     | 1:18,978 | 27   |
| 3           | 4  | Lando Norris     | McLaren     | 1:19,117 | 12   |
| Źródło: FIA |    |                  |             |          |      |

### Kwalifikacje
| P                    | Nr | Kierowca         | Konstruktor                  | Czasy w kwalifikacjach | Czasy w kwalifikacjach | Czasy w kwalifikacjach | Poz. s. |
| P                    | Nr | Kierowca         | Konstruktor                  | Q1                     | Q2                     | Q3                     | Poz. s. |
| -------------------- | -- | ---------------- | ---------------------------- | ---------------------- | ---------------------- | ---------------------- | ------- |
| 1                    | 16 | Charles Leclerc  | Ferrari                      | 1:18,881               | 1:18,606               | 1:17,868               | 1       |
| 2                    | 1  | Max Verstappen   | Red Bull Racing-RBPT         | 1:18,580               | 1:18,611               | 1:18,154               | 2       |
| 3                    | 11 | Sergio Pérez     | Red Bull Racing-RBPT         | 1:18,834               | 1:18,340               | 1:18,240               | 3       |
| 4                    | 4  | Lando Norris     | McLaren-Mercedes             | 1:19,280               | 1:19,066               | 1:18,703               | 4       |
| 5                    | 44 | Lewis Hamilton   | Mercedes                     | 1:19,401               | 1:19,106               | 1:18,825               | 5       |
| 6                    | 63 | George Russell   | Mercedes                     | 1:19,405               | 1:19,076               | 1:18,933               | 6       |
| 7                    | 3  | Daniel Ricciardo | McLaren-Mercedes             | 1:19,665               | 1:19,130               | 1:19,032               | 7       |
| 8                    | 31 | Esteban Ocon     | Alpine-Renault               | 1:19,605               | 1:19,136               | 1:19,061               | 8       |
| 9                    | 55 | Carlos Sainz Jr. | Ferrari                      | 1:18,983               | 1:18,469               | 1:19,408               | 9       |
| 10                   | 14 | Fernando Alonso  | Alpine-Renault               | 1:19,192               | 1:18,815               | –                      | 10      |
| 11                   | 10 | Pierre Gasly     | AlphaTauri-RBPT              | 1:19,580               | 1:19,226               |                        | 11      |
| 12                   | 77 | Valtteri Bottas  | Alfa Romeo-Ferrari           | 1:19,251               | 1:19,410               |                        | 12      |
| 13                   | 22 | Yūki Tsunoda     | AlphaTauri-RBPT              | 1:19,742               | 1:19,424               |                        | 13      |
| 14                   | 24 | Zhou Guanyu      | Alfa Romeo-Ferrari           | 1:19,910               | 1:20,155               |                        | 14      |
| 15                   | 47 | Mick Schumacher  | Haas-Ferrari                 | 1:20,104               | 1:20,465               |                        | 15      |
| 16                   | 20 | Kevin Magnussen  | Haas-Ferrari                 | 1:20,254               |                        |                        | 16      |
| 17                   | 5  | Sebastian Vettel | Aston Martin Aramco-Mercedes | 1:21,149               |                        |                        | 17      |
| 18                   | 6  | Nicholas Latifi  | Williams-Mercedes            | 1:21,372               |                        |                        | 18      |
| DK                   | 23 | Alexander Albon  | Williams-Mercedes            | 1:20,135               |                        |                        | 20      |
| 107% czasu: 1:24,080 |    |                  |                              |                        |                        |                        |         |
| NS                   | 18 | Lance Stroll     | Aston Martin Aramco-Mercedes | –                      |                        |                        | 19      |
| Źródło: FIA          |    |                  |                              |                        |                        |                        |         |

Uwagi
1. ↑  Alexander Albon zakwalifikował się na szesnastym miejscu, ale po kwalifikacjach został zdyskwalifikowany ponieważ wymagana jednolitrowa próbka paliwa nie mogła zostać pobrana z jego samochodu podczas badania kontrolnego po kwalifikacjach. Został dopuszczony przez stewardów do wyścigu[6]. Otrzymał także karę cofnięcia o 3 pozycje za spowodowanie kolizji w poprzedniej rundzie[7].
2. ↑  Lance Stroll nie ustanowił czasu podczas kwalifikacji z powodu kolizji z Nicholasem Latifim, ale został dopuszczony przez stewardów do wyścigu[8]. On także otrzymał karę cofnięcia o 3 pozycje za spowodowanie kolizji z Latifim[9].

### Wyścig
| P           | Nr | Kierowca         | Konstruktor                  | Okr. | Czas               | Start | +/−       | Punkty |
| ----------- | -- | ---------------- | ---------------------------- | ---- | ------------------ | ----- | --------- | ------ |
| 1           | 16 | Charles Leclerc  | Ferrari                      | 58   | 1:27:46,548        | 1     | Bez zmian | 25+1   |
| 2           | 11 | Sergio Pérez     | Red Bull Racing-RBPT         | 58   | +20,524            | 3     | 1         | 18     |
| 3           | 63 | George Russell   | Mercedes                     | 58   | +25,593            | 6     | 3         | 15     |
| 4           | 44 | Lewis Hamilton   | Mercedes                     | 58   | +28,543            | 5     | 1         | 12     |
| 5           | 4  | Lando Norris     | McLaren-Mercedes             | 58   | +53,303            | 4     | 1         | 10     |
| 6           | 3  | Daniel Ricciardo | McLaren-Mercedes             | 58   | +53,737            | 7     | 1         | 8      |
| 7           | 31 | Esteban Ocon     | Alpine-Renault               | 58   | +1:01,683          | 8     | 1         | 6      |
| 8           | 77 | Valtteri Bottas  | Alfa Romeo-Ferrari           | 58   | +1:08,439          | 12    | 4         | 4      |
| 9           | 10 | Pierre Gasly     | AlphaTauri-RBPT              | 58   | +1:16,221          | 11    | 2         | 2      |
| 10          | 23 | Alexander Albon  | Williams-Mercedes            | 58   | +1:19,382          | 20    | 10        | 1      |
| 11          | 24 | Zhou Guanyu      | Alfa Romeo-Ferrari           | 58   | +1:21,695          | 14    | 3         |        |
| 12          | 18 | Lance Stroll     | Aston Martin Aramco-Mercedes | 58   | +1:28,598          | 19    | 7         |        |
| 13          | 47 | Mick Schumacher  | Haas-Ferrari                 | 57   | +1 okrążenie       | 15    | 2         |        |
| 14          | 20 | Kevin Magnussen  | Haas-Ferrari                 | 57   | +1 okrążenie       | 16    | 2         |        |
| 15          | 22 | Yūki Tsunoda     | AlphaTauri-RBPT              | 57   | +1 okrążenie       | 13    | 2         |        |
| 16          | 6  | Nicholas Latifi  | Williams-Mercedes            | 57   | +1 okrążenie       | 18    | 2         |        |
| 17          | 14 | Fernando Alonso  | Alpine-Renault               | 57   | +1 okrążenie       | 10    | 7         |        |
| NS          | 1  | Max Verstappen   | Red Bull Racing-RBPT         | 38   | NU (wyciek paliwa) | 2     |           |        |
| NS          | 5  | Sebastian Vettel | Aston Martin Aramco-Mercedes | 22   | NU (wypadek)       | 17    |           |        |
| NS          | 55 | Carlos Sainz Jr. | Ferrari                      | 1    | NU (obrócenie)     | 9     |           |        |
| Źródło: FIA |    |                  |                              |      |                    |       |           |        |

Uwagi
1. ↑  Dodatkowy 1 punkt jest przyznawany kierowcy, który ustanowił najszybsze okrążenie w wyścigu, pod warunkiem, że ukończył wyścig w pierwszej 10.
2. ↑  Lance Stroll otrzymał karę 5 sekund doliczonych do uzyskanego czasu za tkanie na prostej, ale nie wpłynęło to na jego pozycję końcową[12].

### Najszybsze okrążenie
| Nr          | Kierowca        | Konstruktor | Czas     | Okr. |
| ----------- | --------------- | ----------- | -------- | ---- |
| 16          | Charles Leclerc | Ferrari     | 1:20,260 | 58   |
| Źródło: FIA |                 |             |          |      |

### Prowadzenie w wyścigu
| Nr                              | Kierowca        | Konstruktor | Okrążenia | Suma |
| ------------------------------- | --------------- | ----------- | --------- | ---- |
| 16                              | Charles Leclerc | Ferrari     | 1–58      | 58   |
| \| Wykres \| \| ------ \| \| \| |                 |             |           |      |
| Źródło: FIA                     |                 |             |           |      |
| Wykres                          |                 |             |           |      |
|                                 |                 |             |           |      |

## Klasyfikacja po wyścigu

### Kierowcy
Źródło: FIA
| P                 | +/− | Kierowca         | Starty | Punkty | P1 | P2 | P3 | PP | NO | NS |
| ----------------- | --- | ---------------- | ------ | ------ | -- | -- | -- | -- | -- | -- |
| 1                 | 0   | Charles Leclerc  | 3      | 71     | 2  | 1  | –  | 2  | 3  | –  |
| 2                 | +2  | George Russell   | 3      | 37     | –  | –  | 1  | –  | –  | –  |
| 3                 | −1  | Carlos Sainz Jr. | 3      | 33     | –  | 1  | 1  | –  | –  | 1  |
| 4                 | +3  | Sergio Pérez     | 3      | 30     | –  | 1  | –  | 1  | –  | –  |
| 5                 | 0   | Lewis Hamilton   | 3      | 28     | –  | –  | 1  | –  | –  | –  |
| 6                 | −3  | Max Verstappen   | 3      | 25     | 1  | –  | –  | –  | –  | 1  |
| 7                 | −1  | Esteban Ocon     | 3      | 20     | –  | –  | –  | –  | –  | –  |
| 8                 | +2  | Lando Norris     | 3      | 16     | –  | –  | –  | –  | –  | –  |
| 9                 | −1  | Kevin Magnussen  | 3      | 12     | –  | –  | –  | –  | –  | –  |
| 10                | −1  | Valtteri Bottas  | 3      | 12     | –  | –  | –  | –  | –  | 1  |
| 11                | +8  | Daniel Ricciardo | 3      | 8      | –  | –  | –  | –  | –  | 1  |
| 12                | 0   | Pierre Gasly     | 3      | 6      | –  | –  | –  | –  | –  | 1  |
| 13                | −2  | Yūki Tsunoda     | 3      | 4      | –  | –  | –  | –  | –  | 1  |
| 14                | −1  | Fernando Alonso  | 3      | 2      | –  | –  | –  | –  | –  | 1  |
| 15                | −1  | Zhou Guanyu      | 3      | 1      | –  | –  | –  | –  | –  | –  |
| 16                | +1  | Alexander Albon  | 3      | 1      | –  | –  | –  | –  | –  | –  |
| 17                | −2  | Mick Schumacher  | 3      | 0      | –  | –  | –  | –  | –  | 1  |
| 18                | −2  | Lance Stroll     | 3      | 0      | –  | –  | –  | –  | –  | –  |
| 19                | −2  | Nico Hülkenberg  | 2      | 0      | –  | –  | –  | –  | –  | –  |
| 20                | 0   | Nicholas Latifi  | 3      | 0      | –  | –  | –  | –  | –  | 1  |
| Niesklasyfikowani |     |                  |        |        |    |    |    |    |    |    |
| –                 |     | Sebastian Vettel | 1      | 0      | –  | –  | –  | –  | –  | 1  |
| P                 | +/− | Kierowca         | Starty | Punkty | P1 | P2 | P3 | PP | NO | NS |

### Konstruktorzy
Źródło: FIA
| P  | +/− | Konstruktor                  | Starty | Punkty | P1 | P2 | P3 | PP | NO | NS |
| -- | --- | ---------------------------- | ------ | ------ | -- | -- | -- | -- | -- | -- |
| 1  | 0   | Ferrari                      | 6      | 104    | 2  | 2  | 1  | 2  | 3  | 1  |
| 2  | 0   | Mercedes                     | 6      | 65     | –  | –  | 2  | –  | –  | –  |
| 3  | 0   | Red Bull Racing-RBPT         | 6      | 55     | 1  | 1  | –  | 1  | –  | 1  |
| 4  | +4  | McLaren-Mercedes             | 6      | 24     | –  | –  | –  | –  | –  | 1  |
| 5  | −1  | Alpine-Renault               | 6      | 22     | –  | –  | –  | –  | –  | 1  |
| 6  | 0   | Alfa Romeo Racing-Ferrari    | 6      | 13     | –  | –  | –  | –  | –  | 1  |
| 7  | −2  | Haas-Ferrari                 | 6      | 12     | –  | –  | –  | –  | –  | 1  |
| 8  | −1  | Scuderia AlphaTauri-RBPT     | 6      | 10     | –  | –  | –  | –  | –  | 2  |
| 9  | +1  | Williams-Mercedes            | 6      | 1      | –  | –  | –  | –  | –  | 1  |
| 10 | −1  | Aston Martin Aramco-Mercedes | 6      | 0      | –  | –  | –  | –  | –  | 1  |
| P  | +/− | Konstruktor                  | Starty | Punkty | P1 | P2 | P3 | PP | NO | NS |